# Türelemüveg

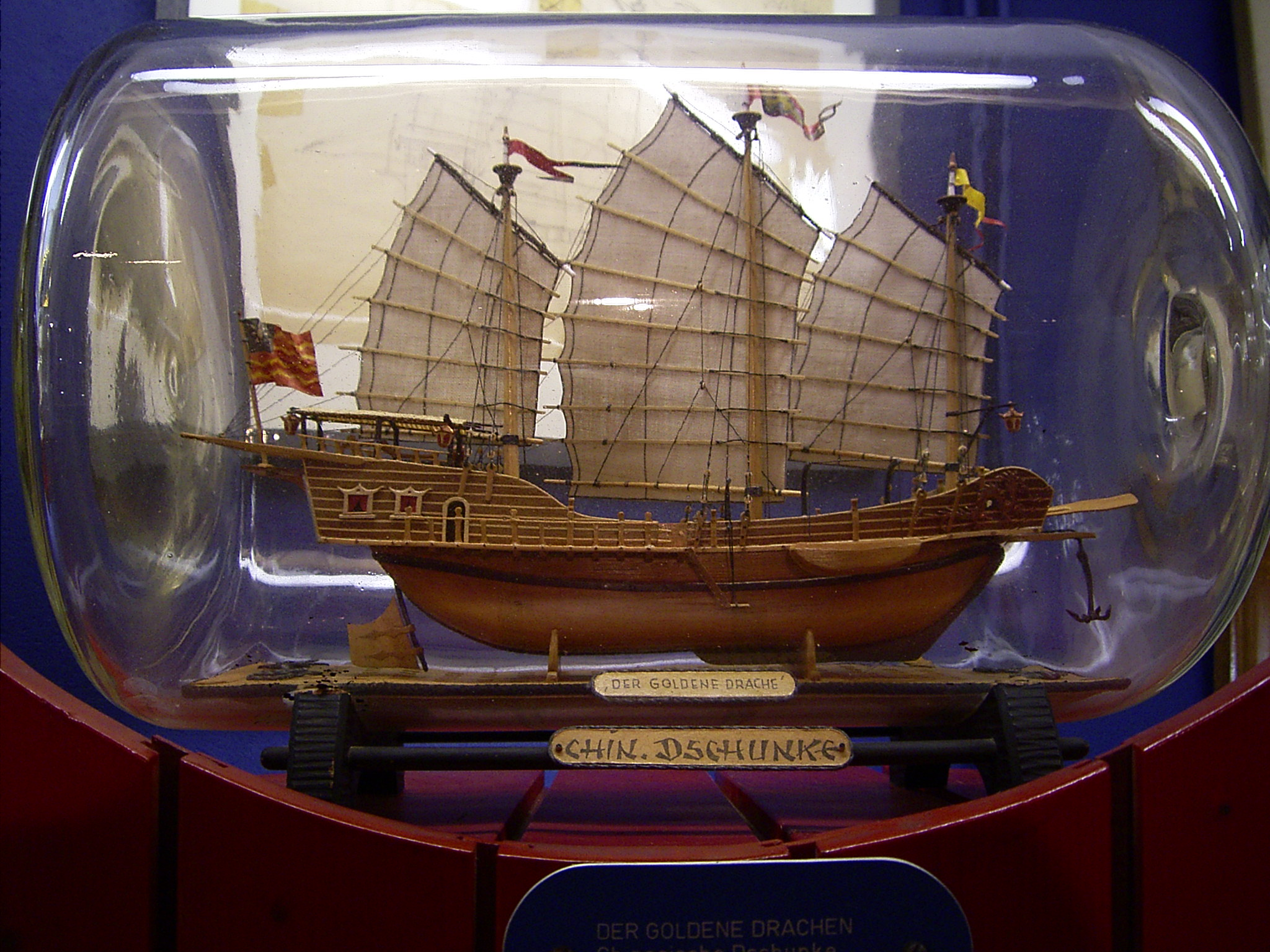
Egy elkészült hajó

A türelemüveg szűk nyakú üvegpalackban elhelyezett vagy összeállított alkotás. Ismert elnevezései még: türelempalack, türelemmunka. 
A hagyományos típusok: hajó üvegben, bányászpalack, vallásos jelenetek. A világ első bányászpalackját 1679-ben készítették. Egyes források szerint azonban a német Matthias Buchinger épített elsőként bányászpalackot 1719-ben. 
Jelenlegi ismereteink szerint a Kárpát-medence első, évszámmal ellátott bányászpalackja 1737-ben készült Selmecbányán, jelenleg a zalaegerszegi Magyar Olajipari Múzeumban található.
A modern türelemüveg-építészet nem ismer korlátokat: cipőt, ollót, Rubik-kockát, működő villanyvasutat, gyufakockát, kötelet csomókkal, kártyapaklit, teniszlabdát, csendéletet, falusi tájat, szeméttelepet, pingponglabdát és számos hasonló tárgyat építenek be az üveg száján keresztül. 
Egy bonyolultabb türelemüveg elkészítése több száz, sőt akár több ezer munkaórába is beletelik.
Türelemüvegeknek nevezzük a népművészet azon tárgyait, amelyekben a faragványokat egy palack belsejében – művészi módon és irreverzibilisen bezárva – helyezik el. 
A kiválasztott üveg olyan akadályt jelent az alkotónak, amelynek legyőzéséhez nagy ügyesség szükséges. Az alkotó minden palack készítésénél igyekszik kihangsúlyozni a beépítés látszólagos lehetetlenségét, hiszen a beépített alakok és szerkezetek nagyobbak, mint az üveg nyakának belső átmérője. A szétvágott részdarabokat ezért jól megtervezve az üveg belsejében kell összeállítani, és ékkel, csapszeggel, vagy ragasztással egybeépíteni. Ehhez megfelelő finom és hosszú csipeszek, szögek, fogók, drótok stb. kellenek, amelyeket gondosan és óvatosan kell használni.

A türelemüvegek leggyakoribb típusaiba hajókat, vallásos tárgyú faragásokat, talányos szerkezeteket és bányászjeleneteket építenek be. Egyéb témák is előfordulnak: szövőszék vagy kötőgép másolata egy palackban vagy esküvői jelenet ábrázolása. Egy 1780-ból származó debreceni hagyatékleltár szerint például egy üvegbe beépített „vadállat park” szerepel.

A tengerészek által készített vitorlás hajós palackokhoz, amelyek a 19. században terjedtek el, csaknem kizárólag kerek üvegeket használtak, és egy talpazatra fektetve helyezték el azokat. A legrégibb ilyen üveg dátuma 1784, és egy török vagy portugál háromárbócos hadihajó modellje. A Lübeck Hanza-város Művészeti és Kultúrtörténeti Múzeumban található üveg készítője Giovanni (Gioni) Biondo velencei lakos volt.

Igen elterjedtek voltak a vallási motívumokat tartalmazó türelemüvegek. A legrégebbi vallásos tárgyú türelemüveg 1736-ból származik, ez most a müncheni Bajor Nemzeti Múzeumban van elhelyezve. 
Ugyanettől a készítőtől egy hasonló, 1753-ból származó türelemüveget őriznek egy német magángyűjteményben.

Néha előfordul a kálvária-hegyet ábrázoló palack is (például ami a selmecbányai Scharffenberg barokk építményéről készült 1747-1751 években).

## Magyar türelemüveg-építők
- Balogh Zoltán
- Bartha István
- Benke István:
  - Palackba zárt bányászat – Bányász türelemüveg-kiállítás Budapesten a Magyar Kultúra Alapítvány székházában, Múzeumi Hírlevél, XXVI. évfolyam 6. szám 2005. június, 202-203. oldal[halott link]
  - Kutatási módszerek és eredmények a bányászati technikatörténetben, Múlt-kor történelmi portál, 2002. november 11.
  - https://web.archive.org/web/20070607075414/http://www.lib.uni-miskolc.hu/digital/0023/benke.htm
- Bozóki Sándor Archiválva 2007. március 26-i dátummal a Wayback Machine-ben
- Farkas Gábor[halott link]:
  - Palackba zárt világ a türelemüvegben, Dunántúli Napló, 2008. szeptember[halott link]
- Kovács Ágoston
  - Amikor a türelem palackot terem – Katedrális az üvegben, Flaszter, 2000.[halott link]
- Makky György:
  - Palackba zárt bányászat – Bányász türelemüveg-kiállítás Budapesten a Magyar Kultúra Alapítvány székházában, Múzeumi Hírlevél, XXVI. évfolyam 6. szám 2005. június, 202-203. oldal[halott link]
  - Lengyel László: Makky György dolgos meditációi – Egy kitartóan türelmetlen ember, Műértő, Artportal.hu, Enciklopédia Kiadó, 2005. május Archiválva 2007. május 2-i dátummal a Wayback Machine-ben
  - Palackba zárt remekművek, A Wunderkammer – Csodaszoba című kiállítás megnyitóbeszéde, Octogon magazin[halott link]
- Prepszl Zoltán
  - Honlap
  - Börzsönyi Helikon
- Vass Lóránt (1977-2009)
- Rostás Tamás Edvárd
- Viktor Gyula (1933-2007):
  - In memoriam
  - Üvegbe zárt életképek (Szabad Föld Online, 2006. április 14.)
  - Palackba zárt bányajelenetek és a türelemüvegek (Népszabadság Online, 2005. november 16.)

## Nemzetközi türelemüveg-galériák, -gyűjtők, -gyűjtemények
- Ship, Folk Art and Whimsey Built In A Bottle (Greg Alvey)
- Harry Eng
- John Rausch
- impossibottle.co.uk (Merlin Dunlop)
- Folk Art In Bottles (Susan D. Jones)
- Bergmännische Geduldflaschen (Peter Huber)
- bottlemagic.com (Jeff Scanlan)
- Készítette a türelem... (türelemüvegek) Borsod-Miskolci Múzeum, 1982; bev. István Erzsébet, Kárpáti László, fotó Kamarás Jenő; Szabadfalvi József, s.l., 1982
- Türelemüvegek c. időszaki kiállítás. Kecskemét, Magyar Naiv Művészek Múzeuma, 1983. január 15.–március 13., Kiskunfélegyháza, Kiskun Múzeum, 1983. március 20.–június 1.; szerk. Bánszky Pál; Magyar Naiv Művészek Múzeuma, Kecskemét, 1982 (Magyar Naiv Művészek Múzeumának kiadványai)